# كارل جينكنز
كارل ويليام بامب جنكنز (بالإنجليزية: Karl Jenkins)‏، ولد في 17 فبراير عام 1944، وهو موسيقار ومُلحن ويلزي.

## روابط خارجية
- كارل جينكنز على موقع IMDb (الإنجليزية)
- كارل جينكنز على موقع ميوزك برينز (الإنجليزية)
- كارل جينكنز على موقع أول ميوزيك (الإنجليزية)
- كارل جينكنز على موقع ديسكوغز (الإنجليزية)